# MEGA, Molecular Evolutionary Genetics Analysis
MEGA, Molecular Evolutionary Genetics Analysis, é um software livre disponível para ajudar cientistas e estudantes na elaboração de dendrogramas ou árvores filogenéticas usando sequências de nucleótidos ou proteínas. É desenvolvido por Koichiro Tamura da Tokyo Metropolitan University, Daniel Peterson, Nicholas Peterson, Glen Stecher, Sudhir Kumar da Arizona State University, e Nei Masatoshi da Pennsylvania State University. Os manuscritos descrevendo este recurso estão entre os mais citados em biologia.
Atualmente MEGA está disponível em sua versão regular 5.2.2 e versões anteriores (4.02, 3.1, DOS) em sua homepage.